# Mănăstirea Einsiedeln
Mănăstirea Einsiedeln este un monument istoric și de arhitectură din Elveția.